# リチャード・キング (音響デザイナー)
リチャード・キング（Richard king）は、70本以上の映画にクレジットされているアメリカ合衆国の音響編集者、音響デザイナーである。フロリダ州タンパで生まれ、南フロリダ大学で学んだ。『マスター・アンド・コマンダー』、『ダークナイト』、『インセプション』、『ダンケルク』によりアカデミー音響編集賞、『デューン 砂の惑星PART2』により録音賞を受賞した。

## 受賞とノミネート
| 賞           | 年   | 部門                               | 作品名                           | 結果       |
| ------------ | ---- | ---------------------------------- | -------------------------------- | ---------- |
| アカデミー賞 | 2003 | 音響編集賞                         | マスター・アンド・コマンダー     | 受賞       |
| アカデミー賞 | 2005 | 音響編集賞                         | 宇宙戦争                         | ノミネート |
| アカデミー賞 | 2008 | 音響編集賞                         | ダークナイト                     | 受賞       |
| アカデミー賞 | 2010 | 音響編集賞                         | インセプション                   | 受賞       |
| アカデミー賞 | 2014 | 音響編集賞                         | インターステラー                 | ノミネート |
| アカデミー賞 | 2017 | 音響編集賞                         | ダンケルク                       | 受賞       |
| アカデミー賞 | 2023 | 録音賞                             | マエストロ: その音楽と愛と       | ノミネート |
| アカデミー賞 | 2023 | 録音賞                             | オッペンハイマー                 | ノミネート |
| アカデミー賞 | 2024 | 録音賞                             | デューン 砂の惑星PART2           | 受賞       |
| グラミー賞   | 2004 | 最優秀クラシカル・エンジニアド録音 | Obrigado Brazil: Live In Concert | 受賞       |